# Chiltern Hundreds
Das Amt des Crown Steward and Bailiff of the Three Hundreds of Chiltern ist eine Sinekure, die vom britischen Parlament verwendet wird, um Abgeordneten das Ausscheiden zu ermöglichen.

## Begriff
Die Chiltern Hundreds (Chiltern-Harden) liegen in Buckinghamshire. Die in den Chiltern Hills gelegenen Harden waren früher als Hochburg von Banditen und Räubern verrufen. Seit dem 13. Jahrhundert gehörte das Land der Krone, die einen königlichen Aufseher und Vogt bestellte, der für die Einhaltung von Recht und Ordnung in den Harden verantwortlich war. Seit dem 17. Jahrhundert handelt es sich um ein Amt ohne offizielle Aufgaben für den Amtsinhaber, der eine marginale Vergütung erhält.

## Heutige Funktion
Nach einem Beschluss des House of Commons aus dem Jahre 1624 können Abgeordnete nicht zurücktreten. Dieser Beschluss resultiert noch aus einer Zeit, als Abgeordnete auch gegen ihren Willen gewählt werden konnten. Andererseits muss ein Abgeordneter nach dem Act of Settlement aus dem Parlament ausscheiden, wenn er ein bezahltes Staatsamt annimmt, da dann Bedenken gegen seine Unabhängigkeit bestehen.
Ein Abgeordneter, der aus dem Unterhaus ausscheiden will, bewirbt sich beim Chancellor of the Exchequer für das Amt des Crown Steward and Bailiff of the Chiltern Hundreds oder alternativ des Crown Steward and Bailiff of the Manor of Northstead. Er wird dann ernannt und behält das Amt bis zum nächsten entsprechenden Vorgang. Beide vorgenannten Ämter werden im Wechsel besetzt.